# 宛三奇
宛三奇（16世紀—17世紀），字士常，號襟源，湖廣黃州府蘄州黃梅縣人，明朝政治人物。

## 生平
宛三奇是天啟七年（1627年）丁卯科鄉試第七十七名舉人，崇禎七年（1634年）成進士，户部觀政，本年十月獲授建德知縣，曾經將城池增高四尺五寸，亦在當地清除盜賊，以清惠聞名，當地有德政碑紀念他的功績，辭官歸家後沒有多餘財產。

## 家族
曾祖宛沐，按察司经历、贡士；祖宛如山，监生；父宛一成。

## 引用
1. 1 2  光緒《黃梅縣志·卷二十四·宦績》：宛三奇，字士常，崇禎甲戌進士，授江南建德令，除盜安民，以清惠著。建邑鐫有德政碑，宦歸家無餘貲。
2. ↑  光緒《黃梅縣志·卷二十一·選舉》：（天啟）七年丁卯（舉人） 宛三奇 元譚元春
3. ↑  《崇祯七年甲戌科进士履历便览》：宛三奇，曾祖沐，按察司经历、贡士；祖如山，监生；父一成。襟原，诗五房，乙巳年三月初九日生，黄州府黄梅县人，丁卯乡试，会一百三十四名，三甲一百八名，户部观政，十月授南直建德知县，己卯丁忧，辛巳为民。
4. ↑  《欽定古今圖書集成·經濟彙編·考工典·第二十卷·城池部》：建德縣城池，……崇禎丁丑，知縣宛三奇增高四尺五寸。